# Schefflera curranii
Schefflera curranii är en araliaväxtart som beskrevs av Elmer Drew Merrill. Schefflera curranii ingår i släktet Schefflera och familjen araliaväxter. IUCN kategoriserar arten globalt som starkt hotad. Inga underarter finns listade.